# Bembidion scrutatum
Bembidion scrutatum är en skalbaggsart som beskrevs av Thomas Casey. Bembidion scrutatum ingår i släktet Bembidion och familjen jordlöpare. Inga underarter finns listade i Catalogue of Life.